# Esgrima nos Jogos Europeus de 2015 - Espada por equipes feminino
A competição da espada por equipe feminino foi um dos eventos da esgrima nos Jogos Europeus de 2015, em Baku, no Azerbaijão. Foi disputada no Baku Crystal Hall no dia 26 de junho.

## Calendário
Horário de verão do Azerbaijão (UTC+5).
| Data        | Horário | Fase             |
| ----------- | ------- | ---------------- |
| 26 de junho | 09:00   | Quartas de final |
| 26 de junho | 10:30   | Semifinal        |
| 26 de junho | 10:30   | Final            |

## Medalhistas
|  | ROU Romênia                                               |  | EST Estônia                                             |  | ITA Itália                                                   |
|  | Ana Maria Brânză Simona Gherman Simona Pop Amalia Tătăran |  | Julia Beljajeva Irina Embrich Erika Kirpu Katrina Lehis |  | Camilla Batini Brenda Briasco Giulia Rizzi Alberta Santuccio |

## Resultados
Os resultados do evento foram os seguintes.
|  | Quartas de final | Quartas de final |             |    | Semifinal | Semifinal      |                |  | Final | Final |
|  |                  |                  |             |    |           |                |                |  |       |       |
|  |                  |                  |             |    |           |                |                |  |       |       |
|  |                  |                  |             |    |           |                |                |  |       |       |
|  |                  |                  |             |    |           |                |                |  |       |       |
|  |                  |                  |             |    |           |                |                |  |       |       |
|  |                  |                  |             |    |           |                |                |  |       |       |
|  | ITA Itália       | 36               |             |    |           |                |                |  |       |       |
|  | ITA Itália       | 36               |             |    |           |                |                |  |       |       |
|  |                  |                  | EST Estônia | 45 |           |                |                |  |       |       |
|  | HUN Hungria      | 36               | EST Estônia | 45 |           |                |                |  |       |       |
|  | HUN Hungria      | 36               |             |    |           |                |                |  |       |       |
|  | EST Estônia      | 45               |             |    |           |                |                |  |       |       |
|  | EST Estônia      | 45               | EST Estônia | 25 |           |                |                |  |       |       |
|  |                  |                  | EST Estônia | 25 |           |                |                |  |       |       |
|  |                  | ROU Romênia      | 31          |    |           |                |                |  |       |       |
|  | RUS Rússia       | ROU Romênia      | 31          | 45 |           |                |                |  |       |       |
|  | RUS Rússia       |                  |             | 45 |           |                |                |  |       |       |
|  | AZE Azerbaijão   | 19               |             |    |           |                |                |  |       |       |
|  | AZE Azerbaijão   | 19               | RUS Rússia  | 24 |           |                |                |  |       |       |
|  |                  |                  | RUS Rússia  | 24 |           |                |                |  |       |       |
|  |                  |                  | ROU Romênia | 31 |           | Terceiro lugar | Terceiro lugar |  |       |       |
|  |                  |                  | ROU Romênia | 31 |           | Terceiro lugar | Terceiro lugar |  |       |       |
|  |                  |                  |             |    |           |                |                |  |       |       |
|  |                  |                  |             |    |           |                |                |  |       |       |
|  | ITA Itália       | 40               |             |    |           |                |                |  |       |       |
|  | ITA Itália       | 40               |             |    |           |                |                |  |       |       |
|  | RUS Rússia       | 36               |             |    |           |                |                |  |       |       |
|  | RUS Rússia       | 36               |             |    |           |                |                |  |       |       |

|  | Quinto lugar   |    |
|  |                |    |
|  |                |    |
|  |                |    |
|  | HUN Hungria    | 45 |
|  | HUN Hungria    | 45 |
|  | AZE Azerbaijão | 25 |
|  | AZE Azerbaijão | 25 |

## Classificação final
A classificação final foi a seguinte. 
| Posição           | Equipe                                                                               |
| ----------------- | ------------------------------------------------------------------------------------ |
| Medalha de ouro   | ROU Romênia Ana Maria Brânză Simona Gherman Simona Pop Amalia Tătăran                |
| Medalha de prata  | EST Estônia Julia Beljajeva Irina Embrich Erika Kirpu Katrina Lehis                  |
| Medalha de bronze | ITA Itália Camilla Batini Brenda Briasco Giulia Rizzi Alberta Santuccio              |
| 4                 | RUS Rússia Tatyana Andryushina Olga Kochneva Anna Sivkova Yana Zvereva               |
| 5                 | HUN Hungria Réka Bohus Bianka Bukócki Anna Kun Vivien Várnai                         |
| 6                 | AZE Azerbaijão Samira Huseynova Elmira Khudaverdiyeva Maryam Malikova Nubar Malikova |